# 第34回選抜高等学校野球大会
第34回選抜高等学校野球大会（だい34かいせんばつこうとうがっこうやきゅうたいかい）は、1962年3月29日から4月7日までの10日間（雨で1日順延）にわたって甲子園球場で行われた選抜高等学校野球大会である。

## 出場校
北海道
- 北海（北海道、3年連続6回目）

東北
- 宮古（岩手、初出場）

関東
- 作新学院（栃木、2年連続2回目）
- 鎌倉学園（神奈川、初出場）

東京
- 日大三（東京、3年ぶり6回目）

北信越
- 丸子実（長野、初出場）

中部
- 中京商（愛知、2年連続17回目）
- 岐阜商（岐阜、3年ぶり19回目）
- 岐阜（岐阜、7年ぶり2回目）

近畿
- 八幡商（滋賀、5年ぶり3回目）
- 平安（京都、4年連続22回目）
- 御所工（奈良、4年ぶり3回目）
- 高田商（奈良、初出場）
- 桐蔭（和歌山、13年ぶり15回目）
- PL学園（大阪、初出場）
- 滝川（兵庫、2年ぶり8回目）

中国
- 出雲産（島根、初出場）
- 久賀（山口、初出場）
- 豊浦（山口、初出場）

四国
- 松山商（愛媛、26年ぶり12回目）
- 高知（高知、7年ぶり2回目）

九州
- 高鍋（宮崎、初出場）
- 鹿児島玉龍（鹿児島、2年ぶり3回目）

## 試合結果

### 1回戦
3月29日
- 日大三 7 - 1 平安
- 岐阜商 3 - 0 高田商
- 鎌倉学園 5 - 4 豊浦（延長11回）

3月30日
- 御所工 13 - 10 北海
- 松山商 4 - 3 宮古（延長15回）
- PL学園 3 - 2 高鍋

3月31日
- 高知 4 - 2 鹿児島玉龍

### 2回戦
- 中京商 3 - 0 出雲産
- 岐阜 5 - 3 桐蔭（延長10回）

4月1日
- 作新学院 5 - 2 久賀
- 八幡商 6 - 1 丸子実
- 日大三 4x - 3 滝川（延長12回）

4月2日
- 鎌倉学園 3 - 0 岐阜商
- 松山商 2 - 1 御所工
- PL学園 3 - 0 高知

### 準々決勝
4月4日
- 日大三 1 - 0 鎌倉学園
- 中京商 6 - 0 岐阜
- 作新学院 0 - 0 八幡商（延長18回・引き分け）
- 松山商 9 - 0 PL学園

4月5日
- 作新学院 2 - 0 八幡商（再試合）

### 準決勝
4月6日
- 日大三 1x - 0 中京商
- 作新学院 3 - 2 松山商（延長16回）

### 決勝
4月7日
|          | 1 | 2 | 3 | 4 | 5 | 6 | 7 | 8 | 9 | R | H | E |
| -------- | - | - | - | - | - | - | - | - | - | - | - | - |
| 作新学院 | 0 | 0 | 0 | 0 | 0 | 0 | 0 | 1 | 0 | 1 | 6 | 1 |
| 日大三   | 0 | 0 | 0 | 0 | 0 | 0 | 0 | 0 | 0 | 0 | 7 | 0 |

1. （作）：八木沢 - 田中
2. （日）：井上、豊永 - 鈴木
3. 審判
［球審］山本英
［塁審］中村・大橋・鈴木
4. 試合時間：2時間17分

| 作新学院 | 作新学院 | 作新学院          |
| 打順     | 守備     | 選手              |
| -------- | -------- | ----------------- |
| 1        | [遊]     | 中野孝征（3年）   |
| 2        | [二]     | 佐山和夫（3年）   |
| 3        | [中]     | 高山忠克（3年）   |
| 4        | [左]     | 柳田晟（3年）     |
| 5        | [右]     | 鈴木克也（3年）   |
| 6        | [一]     | 福富昭次（3年）   |
| 7        | [三]     | 大橋一男（3年）   |
| 8        | [捕]     | 田中健次（3年）   |
| 9        | [投]     | 八木沢荘六（3年） |

| 日大三 | 日大三 | 日大三            |
| 打順   | 守備   | 選手              |
| ------ | ------ | ----------------- |
| 1      | [右]左 | 石川芳弘（3年）   |
| 2      | [二]   | 前田孝司（3年）   |
| 3      | [一]   | 倍賞明（3年）     |
| 4      | [中]   | 三井俊彦（3年）   |
| 5      | [左]   | 渡紀雄（3年）     |
|        | 投     | 豊永邦男（3年）   |
|        | 打     | 石嶋攻（3年）     |
| 6      | [三]   | 萩原宏久（3年）   |
| 7      | [遊]   | 竹之下義隆（2年） |
| 8      | [捕]   | 鈴木康夫（3年）   |
| 9      | [投]右 | 井上治男（3年）   |

## 大会本塁打
- 第1号：長縄善丞（岐阜商）
- 第2号：木村博光（北海）
- 第3号：安東邦博（岐阜）

## その他の主な出場選手
- 中村之保（北海）
- 松谷栄司（北海）
- 谷木恭平（北海）
- 吉沢勝（北海）
- 加藤斌（作新学院）
- 竹之内雅史（鎌倉学園）
- 林俊彦（中京商）

- 木俣達彦（中京商）
- 三輪田勝利（中京商）
- 山本忠男（平安）
- 元田昌義（御所工）
- 中塚政幸（PL学園）
- 山下律夫（松山商）
- 清俊彦（高鍋）